# قب إلياس
قب الياس قرية وبلدية لبنانية تابعة إداريًا لقضاء زحلة في محافظة البقاع. يبلغ عدد سكانها 55,000 نسمة.
تقع بين مكسة وعميق وفيها سوق خضار كبير .
تبعد قب الياس - وادي الدلم 45 كلم (27.963 ميل) عن بيروت عاصمة لبنان. ترتفع 950 م (3116.95 قدم - 1038.92 ياردة) عن سطح البحر وتمتد على مساحة 2061 هكتاراً (20.61 كلم²- 7.95546 ميل²).

## معالم

### معبد الشمس
توجد منحوتة في صخرة شاهقة يطلق عليها حاليًا اسم «حيدرة»، وهي من الآثار الرومانية، وقد كانت معبداً لإله الشمس.

### القلعة المعنية
وهي قلعة بناها فخر الدين المعني الثاني، آثارها باقية في أعالي البلدة،  ويُعتقد أن العثمانيين قد هدموها لكيلا تكون حصناً يستخدمه المناوئون  لعسكر السلطان

## أعلام
- إيلي الشنطيري